# طماق الجنز
طِماق الجنز هو طماق مصنوع بشكل مشابه لمظهر بنطال الجنز اللصوق بالجسم.

## رواج موضته
دخل طماق الجنز عالم اللياقة البدنية في أوائل عام 2010، وكان من بين الملابس الأكثر شعبية في عام 2010، وفقاً لتقارير الأعمال. يختار الكثيرون ارتداء طماق الجنز لإضفاء ملمس الطماق مع مظهر الجنز.

## الثقافة الشعبية
في عام 2011 دخلت كلمة (Jeggings) لقاموس أوكسفورد الإنجليزي المختصر في طبعته الثانية عشرة. ارتدى كونان أوبراين طماق جنز أثناء تسجيل برنامج كونان في 2 ديسمبر 2010.